# Camille Polonceau
Jean-Barthélémy Camille Polonceau (Chambéry, 29 ottobre 1813 – Viry-Châtillon, 21 settembre 1859) è stato un ingegnere francese, specializzato nel settore ferroviario.

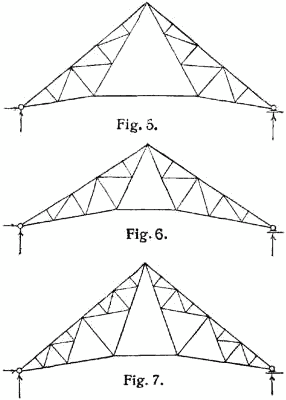
Schemi illustrativi della capriata Polonceau

Figlio di Antoine-Rémy Polonceau (ingegnere e costruttore di ponti) e cugino di Gustave Ernest Polonceau (anch'egli ingegnere ferroviario), si diplomò presso l'École Centrale des Arts et Manufactures. Terminati gli studi, fu assunto da Auguste Perdonnet, ingegnere capo presso la Compagnie du chemin de fer de Paris à Versailles-Rive-Gauche, per la costruzione della linea ferroviaria da Parigi a Versailles-Rive-Gauche; fu proprio durante quest'impiego che nel 1837 concepì un sistema di "telaio in legno e ferro", che in seguito divenne la capriata Polonceau, ossia una capriata a doppio puntone a forma di V rovesciata.
Dal 1842 al 1847 fu direttore della Compagnie du chemin de fer de Strasbourg à Bâle. Inoltre fu il costruttore del treno imperiale di Napoleone III per la Compagnie du chemin de fer de Paris à Orléans, di cui fu nominato direttore nel 1848.
Il suo nome è inciso sulla facciata La Bourdonnais della Torre Eiffel.

## Pubblicazioni
- Notice sur nouveau système de charpente en bois et fer (all'interno di Revue Générale de l'architecture et des travaux publics, 1840, pp. 27–32)
- Portefeuille de l'ingénieur des Chemins de fer (con Auguste Perdonnet, editore L. Mathias, 1843-1846)
- Guide du mécanicien constructeur et conducteur de machines locomotives (con Louis Le Chatelier, Eugène Flachat e Jules Petiet, edizioni Paul Dupont, Parigi, 1851)
- Nouveau portefeuille de l'ingénieur des chemins de fer (con  Auguste Perdonnet ed Eugène Flachat, edizioni Eugène Lacroix, Parigi, 1866)